# Biên giới Ba Lan-Nga

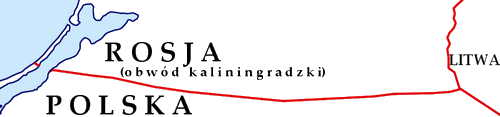
Biên giới Ba Lan-Nga

Biên giới Ba Lan-Nga ngày nay là một bộ phận gần như là một đường thẳng giữa Cộng hòa Ba Lan (thành viên Liên minh châu Âu) và Nga (thành viên CIS) lãnh thổ tách rời Kaliningrad, một khu vực không nối với lãnh thổ đất liền của Nga. Nó hiện có 232 kilômét (144 mi) chiều dài. Vị trí và kích thước hiện tại của nó đã được quyết định như là một phần của hậu quả của Thế chiến II. Năm 2004, nó đã trở thành một phần ranh giới giữa Liên minh châu Âu và Cộng đồng các quốc gia độc lập.

## Lịch sử

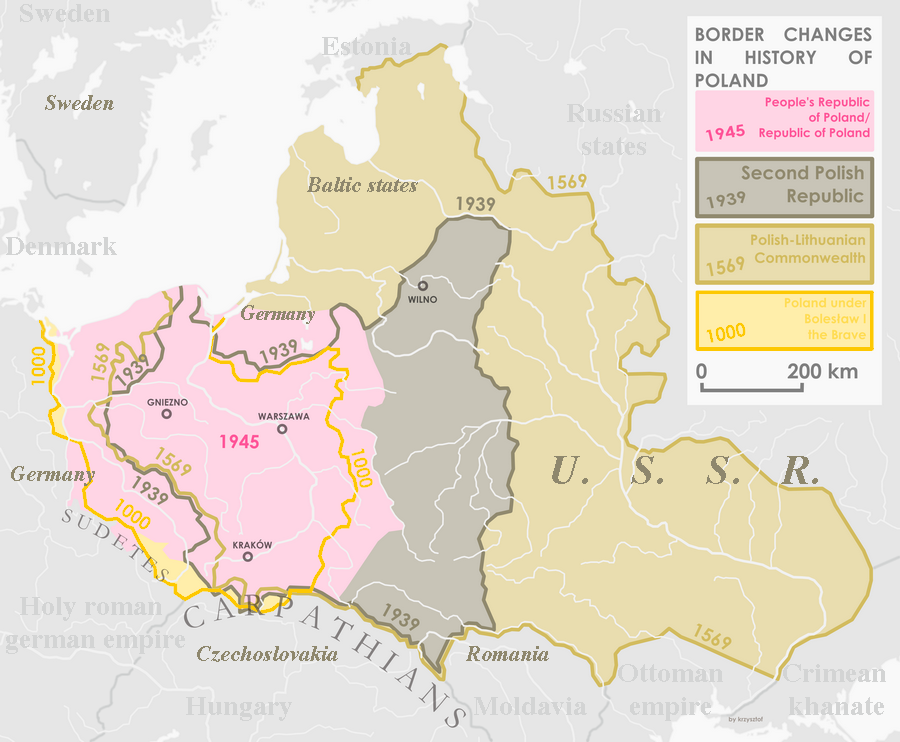
Thay đổi biên giới lớn trong lịch sử của Ba Lan. Biên giới phía đông thể hiện biên giới khác nhau và thay đổi giữa Ba Lan và Nga.

Lịch sử đường biên giới giữa Ba Lan và Nga có thể bắt nguồn từ lịch sử ban đầu của cả hai quốc gia, với một trong những sự kiện đáng chú ý nhất vào thời kì đầu là sự can thiệp của vua Ba Lan Boleslaw I trong cuộc khủng hoảng kế nhiệm Kievan, 1018. Sau sự hình thành của Khối thịnh vượng chung Ba Lan - Litva, biên giới phía đông của Ba Lan, phần lớn là với Sa quốc Nga (sau này là Đế quốc Nga), trải dài từ Biển Baltic ở phía bắc đến Biển Đen ở phía nam. Trong thời gian phân chia Ba Lan, một phần đã được chuyển sang biên giới Nga khoảng 300 dặm (480 km) về phía tây, một số quốc gia không được công nhận nhỏ của Ba Lan như Công quốc Warsaw và Vương quốc Lập hiến Ba Lan có chung đường biên giới với Đế quốc Nga. Sau Thế chiến I, Cộng hòa Ba Lan mới thứ hai có chung đường biên giới với Liên Xô (Liên Xô), được định hình trong Chiến tranh Ba Lan-Liên Xô, và được xác nhận rõ ràng tại Hiệp ước Riga tại tuyến đường Dzisna - Dokshytsy - Słucz - Korets - Ostroh - Zbrucz. Biên giới với 1,407 kilômét (0,874 mi) chiều dài. Sau Thế chiến II, biên giới mới (xem những thay đổi về lãnh thổ của Ba Lan ngay sau Thế chiến II) đã được hình thành giữa Cộng hòa Nhân dân Ba Lan và Liên Xô. Biên giới mới của Ba Lan-Liên Xô có chiều dài là 1,321 kilômét (0,821 mi) ban đầu dài và đã chịu một sửa đổi nhỏ trong cuộc trao đổi lãnh thổ Xô Viết năm 1951 của Ba Lan, làm giảm chiều dài biên giới xuống còn 1,244 kilômét (0,773 mi).

## Biên giới hiện đại
Biên giới hiện đại giữa Ba Lan và Nga được quy định trong một số tài liệu pháp lý, nhiều trong số đó có niên đại của Cộng hòa Nhân dân Ba Lan và Liên Xô, bao gồm Thỏa thuận Biên giới giữa Ba Lan và Liên Xô ngày 16 tháng 8 năm 1945. Trong khi đường biên giới thực tế vẫn không thay đổi sau khi Liên Xô sụp đổ, sự sụp đổ của Liên Xô để hình thành nên một số quốc gia hậu Xô Viết đã biến biên giới Ba Lan - Liên Xô thành biên giới Ba Lan - Nga, Biên giới Ba Lan-Litva, Biên giới Ba Lan-Bêlarut Biên giới Ba Lan-Ukraine. Biên giới Ba Lan-Nga đã được xác nhận trong một hiệp ước Ba Lan-Nga năm 1992 (phê chuẩn năm 1993).
Biên giới Ba Lan Nga Nga nằm giữa Ba Lan và vùng Kaliningrad của Nga, là một lãnh thổ tách rời, không liên kết với phần còn lại của Nga. Biên giới có chiều dài 232 km. Trong phần lớn thời gian này, phía Ba Lan là Voivodeship của Warmian-Masurian; cực đông nằm ở Podlaskie Voivodeship, và đoạn cực tây (trên Vistula Spit) trong Piveanian Voivodeship. 210 km biên giới là đất liền và 22 km là biển.
Việc phân định ranh giới chính thức được hoàn thành vào ngày 5 tháng 3 năm 1957, tuân theo các điều khoản sau: 
| " | Các Bên ký kết xác nhận rằng biên giới Nhà nước hiện tại giữa Liên bang Cộng hòa Xã hội Chủ nghĩa Xô viết và Cộng hòa Nhân dân Ba Lan trong khu vực tiếp giáp Biển Baltic, được thành lập bởi Hội nghị Berlin năm 1945, chạy từ mốc biên giới số 1987, được thành lập tại ngã ba biên giới của Cộng hòa xã hội chủ nghĩa Liên Xô Nga (Vùng Kaliningrad), Cộng hòa xã hội chủ nghĩa Xô viết Litva và Cộng hòa Nhân dân Ba Lan tại biên giới của biên giới Nhà nước Xô-viết Ba Lan năm 1946-1947, theo hướng chung cách đó 0,5 km về phía bắc trên địa bàn sinh sống của Zytkiejmy, 4 km về phía bắc của địa phương nơi sinh sống của Goldap, 0,5 km về phía nam của địa phương nơi sinh sống của Krylovo, 3 km về phía nam của địa phương nơi sinh sống của zheleznodorozhny, 2 km về phía nam của địa phương nơi sinh sống của Bagrationovsk, 4 km về phía nam địa phương có người ở Mamonovo, 7 km về phía bắc của địa phương có người ở Braniewo (trước đây là Braun sberg) và từ đó qua Kaliningradsky Zaliv (Zalew Wislany) và Baltiiskaya Kosa (Mierzeja Wislana) đến một điểm trên bờ phía tây của vùng đất này cách 3 km về phía đông bắc của địa phương có người ở Nowa Karczma (khoảng cách giữa biên giới là gần đúng). | " |

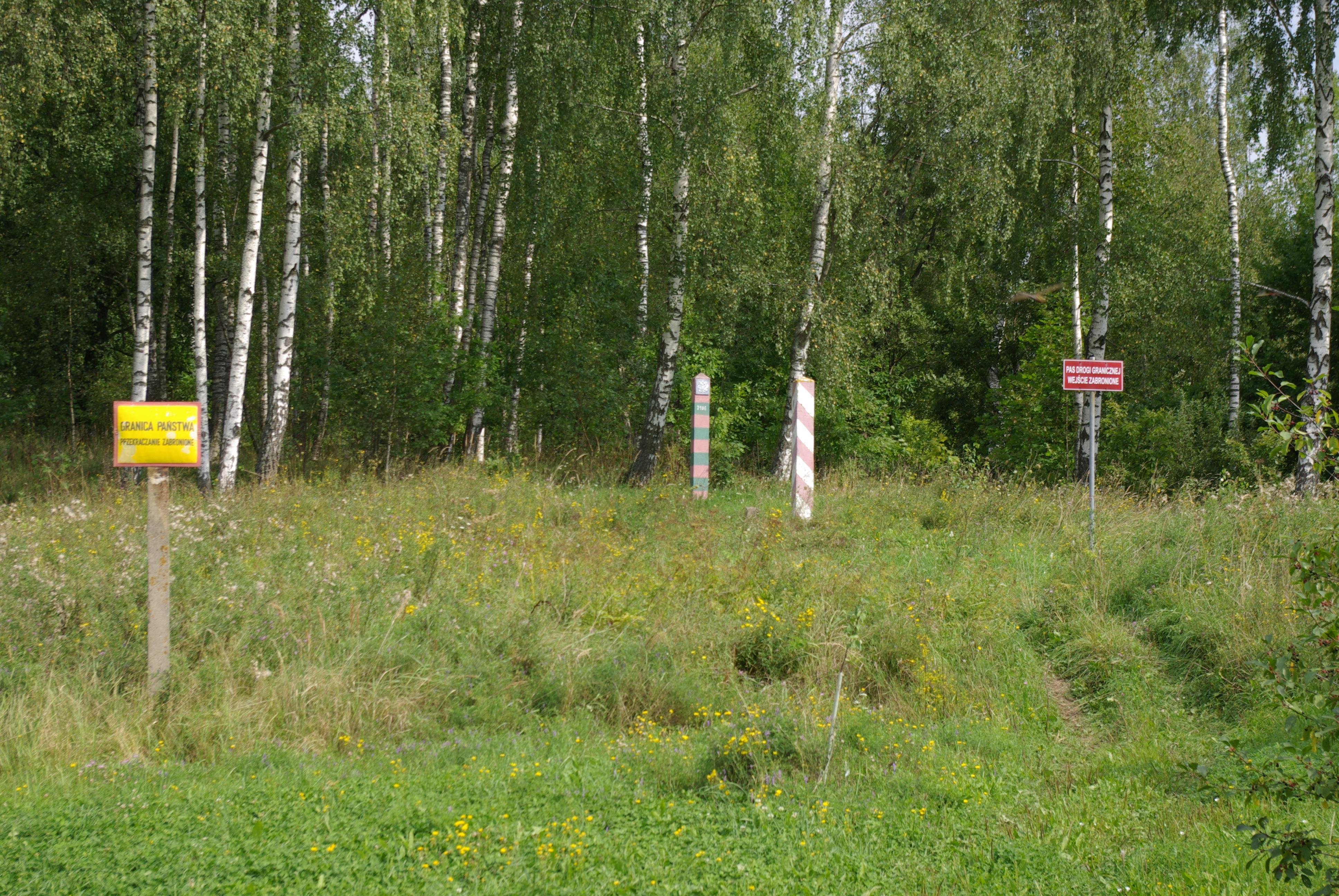
Các dấu hiệu và dấu hiệu cảnh báo dọc biên giới Ba Lan

Khi Ba Lan gia nhập Liên minh châu Âu vào năm 2004, biên giới này trở thành một trong những biên giới giữa Liên minh châu Âu và các quốc gia ngoài EU. Đây là một trong năm biên giới mà Nga chia sẻ với EU (xem Biên giới của Liên minh châu Âu).
Tính đến năm 2008, có ba điểm giao cắt đường bộ ở tuyến biên giới (Gołdap- Gusev, Bezledy - Bagrationovsk và Gronowo - Mamonovo) và ba đường tàu băng qua biên giới (Braniewo -Mamonovo, Skandawa - Zheleznodorozhny và Głomno -Bagration). Vào năm 2010, con đường lớn nhất đi qua điểm đó đã được mở tại Gr Dixotki -Mamonovo. Nhiều giao cắt đang được xây dựng (Perły - Krylovo, Piaski - Baltiysk, Rapa - Ozyorsk), vì các tiêu chuẩn của EU yêu cầu Ba Lan phải vận hành ít nhất bảy điểm giao cắt cho biên giới đó.
Trong quý đầu tiên của năm 2012, biên giới Ba Lan-Nga có lưu lượng giao thông ít nhất ra khỏi biên giới Ba Lan với các nước bên ngoài Liên minh châu Âu (các quốc gia khác là biên giới Ba Lan-Ukraine và biên giới Ba Lan-Bêlarut). Trong thời gian đó, phần lớn các cá nhân vượt biên giới với mục đích rõ ràng là mua sắm ngắn hạn (thường dưới một ngày); đây là trường hợp với 45% người nước ngoài vào Ba Lan và 87% người Ba Lan vào Nga. So với giao thông trên các tuyến biên giới giữa Ba Lan và các nước ngoài EU khác, tỷ lệ lớn hơn nhiều (22% người nước ngoài và 7% người Ba Lan) đã vượt qua biên giới cho mục đích du lịch và quá cảnh (16,5% người nước ngoài).

### Khu vực biên giới
Bởi vì Kaliningrad Oblast có diện tích nhỏ bé, đồng nhất và là một vùng lân cận trong Liên minh Châu Âu, năm 2011, toàn tỉnh đã được cấp tình trạng khu vực biên giới đủ điều kiện tuân thủ luật lệ giao thông biên giới địa phương. Đối ứng lại, các khu hành chính Ba Lan (powiaty) trong danh sách sau đây cũng đã được cấp tình trạng tương tự:
- ở Voivodeship Pomeranian: Puck, Gdynia, Sopot, thành phố và quận Gdańsk, Nowy Dwór Gdański, Malbork
- ở WARMIŃSKO-MAZURSKIE: Elblag thành phố và quận, Braniewo, Lidzbark, Bartoszyce, Olsztyn thành phố và quận, Kętrzyn, Mrągowo, Węgorzewo, Giżycko, Goldap, Olecko

Lưu lượng giao thông qua lại biên giới rất cao và các cửa khẩu biên giới bổ sung đang được xem xét thành lập thêm kể từ năm 2013.

## Đường biên giới
| Hình ảnh | Đường Nga / Tên đường | Đường Ba Lan / Tên đường | Đường giao cắt | Đặc điểm | Trạng thái | Tọa độ               |
| -------- | --------------------- | ------------------------ | -------------- | -------- | ---------- | -------------------- |
|          | -                     | 204                      | Đường sắt      |          | ?          | 54.436690, 19.873666 |
|          | A194                  | 54                       | Đường          |          | Hoạt động  | 54.434133, 19.897285 |
|          | P516 / E28            | S22 / E28                | Đường          |          | Hoạt động  | 54.422110, 20.069206 |
|          | -                     | -                        | Đường          |          | Đã đóng    | 54.418604, 20.109728 |
|          | -                     | 510                      | Đường          |          | Đã đóng    | 54.404207, 20.286199 |
|          | -                     | -                        | Đường          |          | Đã đóng    | 54.390875, 20.418164 |
|          | -                     | -                        | Đường          |          | Đã đóng    | 54.387013, 20.455029 |
|          | A195                  | 51                       | Đường          |          | Hoạt động  | 54.371735, 20.660240 |
|          | -                     | -                        | Đường sắt      |          | ?          | 54,371547, 20,698051 |
|          | -                     | -                        | Đường sắt      |          | ?          | 54.333516, 21.303155 |
|          | -                     | 591                      | Đường          |          | Hoạt động  | 54.333177, 21.305291 |
|          | -                     | -                        | Đường          |          | Đã đóng    | 54.331327, 21.826039 |
|          | -                     | -                        | Đường          |          | Đã đóng    | 54.333504, 21.928235 |
|          | -                     | 65                       | Đường          |          | Hoạt động  | 54,341249, 22,298090 |